# DN2A
De DN2A (Drum Național 2A of Nationale weg 2A) is een weg in Roemenië. Hij loopt van Urziceni via Slobozia, Țăndărei en Hârșova naar Constanța. De weg is 210 kilometer lang.

## Europese wegen
De volgende Europese wegen lopen met de DN2A mee:
- Urziceni - Constanța
- Lumina - Constanța